# Tipoldo
Tipoldo è una frazione di 289 abitanti di Messina, comune italiano capoluogo dell'omonima città metropolitana in Sicilia.
È sito nel settore meridionale del territorio cittadino (Circoscrizione I), a 399 metri d'altitudine sui monti Peloritani, tra Mili San Pietro e Larderìa Superiore su un ampio pianoro coltivato prevalentemente a vigneti. 

## Origini del nome
Il toponimo deriverebbe dal nome greco latinizzato Thobaldus, Thopoldus (Teobaldo, Teopoldo); si tratterebbe di un antroponimo maschile derivato dal nome di un importante personaggio storico locale, forse il fondatore del villaggio o il feudatario di tali luoghi.

## Storia
Tipoldo sorse in epoca sconosciuta sul territorio dell'Abbazia basiliana di Santa Maria di Mili. Fece parte nei secoli passati della delegazione di Mili San Pietro, come testimoniano i forti legami di sangue tra la maggior parte delle famiglie tipoldote e quelle milote, quando nel 1943 si staccò ecclesiasticamente e ne fu istituita la parrocchia di San Giuseppe. Venne quindi inclusa in tali registri anagrafici e ne fu una effettiva frazione. La sua distanza dal mare e dagli altri paesi permise a questo paesino di vivere indipendentemente il suo passato, anche se gli abitanti erano costretti ad accedere ai servizi pubblici fondamentali proprio a Mili San Pietro. Tipoldo, probabilmente, fu considerato villaggio solo dopo la costruzione dell'Acquedotto civico che attraversava i paesi collinari a sud di Messina. Nel 1964 il villaggio conobbe la costruzione della prima strada carrozzabile per Larderia e Messina.
Recentemente Tipoldo ha conosciuto un riavvicinamento alla comunità d'origine tramite la costruzione, negli anni '90 del XX secolo, di una diramazione della SP per Larderia che raggiunge Mili San Pietro.

## Monumenti e luoghi d'interesse
La locale parrocchia di San Giuseppe, in seguito al decreto arcivescovile del 1986, era stata accorpata la parrocchia di Tipoldo con quella di Larderìa col titolo di "San Giovanni Battista e San Giuseppe" in Larderìa. Dal 2015 l'Arcideocesi messinese ha modificato nuovamente, accorpando la parrocchia locale con quella di Mili San Pietro con il titolo di San Pietro Apostolo e San Giuseppe".

## Cultura

### Scuole
- Scuola materna sez. 23.

## Economia

### Agricoltura
Sebbene il territorio non sia molto ampio, le molte campagne circostanti offrono vasto spazio per la pratica dell'agricoltura. 
La viticoltura è considerata il comparto agricolo più importante del sistema agroalimentare, che ad oggi presenta una tipologia di vino molto amata.
Un altro settore molto importante è quello dell'olivicoltura, coinvolgendo un gran numero di abitanti tra raccolta, lavorazione e conservazione dei prodotti.
Oltre alla  viticoltura e all'olivicoltura, si praticano altri ti di coltivazione come quella degli ortaggi e degli agrumi.

## Infrastrutture e trasporti
La strada comunale è la più importante via di comunicazione che porta al villaggio. Un'altra strada, in forte pendenza, collega Tipoldo con la Strada Provinciale n° 38 di Mili S. Piestro. 
La viabilità minore è rappresentata da vicoli e scalinate. Il villaggio è collegato al centro cittadino dai bus urbani della linea ATM n° 6 (ZIR (Capolinea sud tramvia-Tipoldo).